# Droga krajowa nr 21 (Węgry)
Droga krajowa nr 21 (węg. 21-es főút) – droga krajowa w północnych Węgrzech, w komitatach Heves i Nógrád. Długość - 67 km. Przebieg: 
- Hatvan – skrzyżowanie z 3 i M3
- Lőrinci (obwodnica)
- Pásztó (obwodnica)
- Bátonyterenye – skrzyżowanie z 23
- Salgótarján – skrzyżowanie z 22
- granica węgiersko-słowacka Somosköújfalu – Šiatorská Bukovinka – połączenie ze słowacką drogą 71.